# 宮﨑若菜
宮﨑 若菜（みやざき わかな、2000年6月24日 - ）は、日本の女子キックボクサー。東京都町田市出身。TRY HARD GYM所属。

## 経歴
2019年10月6日のRISE WEST ZEROで樋田智子を相手にプロデビュー戦を迎え、判定勝ち。11月8日のRISE GIRLS POWERでAKARIに判定負け。
2020年9月13日のKNOCK OUT CHAMPIONSHIP.2では、大塚愛莉に判定勝ち。
2021年1月17日、RISE GIRLS POWER.4で坂本優と対戦し、プロ初KO勝ち。3月28日、RISE147でAKARIと再戦するも、判定で敗れた。8月28日のRISE EVOL.9では、大倉萌に判定勝ち。
2022年2月12日のRISE GIRLS POWER.6において、erika♡を判定で破った。4月24日のRISE157で行われたAKARIとの3度目の対戦は、1-2で判定負け。11月3日のRISE EVOL.11で小林愛理奈と対戦し、0-3で判定負け。
2023年11月18日、RISE173においてMelty輝と対戦し、判定勝ち。
2024年4月21日、RISE177で宮本芽依に判定負け。
2024年9月8日、RISE WORLD SERIES 2024 YOKOHAMAで登島優音と対戦し、判定1-1で引き分け。

## 獲得タイトル
- 2019年KAMINARIMON全日本女子トーナメント-52kg級優勝

## 入場テーマ曲
- 「High Hopes」 - Panic! At The Disco